# Bataille de El Bruc
Pour les articles homonymes, voir Bruch.
Guerre d'indépendance espagnole
Batailles
- Dos de Mayo
- Tolède
- Bruc
- Valdepeñas
- Pont d'Alcolea
- Port de Cadix
- Olhão
- Cabezón
- Gérone (1er)
- Saragosse (1er)
- Valence (1er)
- Medina de Rioseco
- Bailén
- Gérone (2e)
- Évora
- Roliça
- Vimeiro

Les deux batailles de Bruc où de Bruch opposent les 6 et 14 juin 1808 l'armée française à l'armée espagnole, à El Bruc, village situé à une cinquantaine de kilomètres de Barcelone, pendant la guerre d'indépendance espagnole, épisode des guerres napoléoniennes.
Les colonnes françaises sont repoussées avec pertes à deux reprises par des troupes composées en grande majorité de milices catalanes inexpérimentées, avant de battre en retraite près des montagnes du Montserrat.

## Engagement du 6 juin

### Prélude de la bataille
Le général Duhesme envoya de Barcelone le 4 juin 1808 deux colonnes, d’approximativement 4 000 hommes chacune, commandées respectivement par les généraux Schwarz et Chabran. Ce dernier devait rejoindre les troupes du maréchal Moncey envoyées vers Valence, après avoir occupé Tarragone (ce qui fut fait sans opposition le 7 juin 1808) ; la colonne du général Schwarz devait quant à elle rejoindre les troupes du maréchal Lefebvre devant Saragosse, après avoir effectué une opération punitive à Manresa (cette ville fut en effet l'une des premières à se soulever contre les Français), et occuper Lérida et sa forteresse. Le général Schwarz dut s’arrêter à Martorell le 5 juin 1808 à cause de pluies diluviennes, ce qui permit aux habitants de Manresa et des alentours de se préparer à résister aux Français. Les habitants s’armèrent comme ils le purent, mais ne disposaient pas d’assez de munitions. Ils commencèrent à communiquer entre eux par des signaux lumineux, que les Français n’interprétèrent pas comme une menace.
Afin de disposer de munitions, les habitants utilisèrent des bouts de ferraille et des têtes de clous pour servir de balles ; puis ils se dirigèrent vers les hauteurs d’El Bruc, sur les flancs du Montserrat (à mi-chemin entre Sabadell et Manresa), la montagne sainte des catalans, en chantant des hymnes patriotiques. Une centaine de paysans de Manresa rejoignit les sometents (milices) d’Igualada, portant la bannière du Sant Crist, avec à leur tête Don Antonio Franch (riche propriétaire terrien qui par la suite continua le combat, se distingua comme guérillero et fut récompensé plus tard par le poste de lieutenant-colonel dans l’armée), les frères Juan et Jaime Llimona, artisans, Francisco Riera, Mauricio Carrió et Augurio Parera y Soler (qui s’était distingué comme capitaine de sometents durant la guerre de 1793 contre la France).

### L'engagement

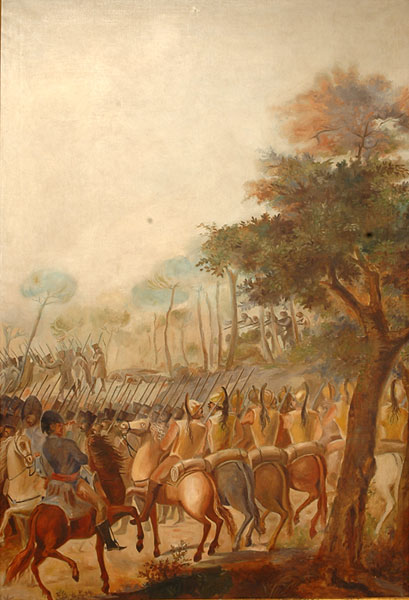
Attaque des guerillers catalans sur les cuirassiers français de l'avant-garde de la division du général Schwarz (peinture de Francesc Cuixart i Barjau, 1897).

#### L'attaque française
Le général Schwarz continua sa marche au matin du 6 juin 1808, passant par Esparraguera ; puis, après avoir reposé ses troupes plusieurs heures à Collbató, attendant la fin d’une nouvelle averse, il continua vers El Bruc. À peine quittées les dernières maisons et pris le premier virage que formait le Camino Real (en catalan : Camí Reial, Chemin Royal) avant de prendre la route qui va à Manresa, l’avant-garde, composée de cuirassiers, essuya le feu nourri des sometents embusqués, dont les balles faites en forme d’ogive traversaient les cuirasses (il s’agissait de leur première utilisation). Le premier instant de stupéfaction passé, les Français, ainsi attaqués à découvert, reculèrent pour chercher le soutien du gros de la division. Le général Schwarz renforça son avant-garde avec une forte colonne d’attaque qui se lança, précédée et flanquée par une nuée de tirailleurs, sur les sometents. Ces derniers, sous la pression des Français et mal armés, se replièrent en combattant jusqu’à Manresa pour certains, et vers Igualada pour les autres, abandonnant l’édifice connu sous le nom de Casa Masana. Ce bâtiment fut aussitôt occupé par les Français qui s’y arrêtèrent, satisfaits d’avoir pris possession d’un tel poste avancé, et profitant de l’occasion pour arrêter la poursuite et se reposer.

#### Contre-attaque espagnole
Les manresans rencontrèrent dans leur fuite les sometents de Sant Pere, unité composée de 100 hommes sous les ordres du capitaine José Viñas et de 60 habitants de Sallen menés par leur vicaire, Ramón Mas, tous bons tireurs ; ils reprirent leur souffle et, avec ces nouveaux renforts, retournèrent vers les positions tenues par les Français. La Casa Masana était devenue le point de ralliement de la colonne du général Schwarz, qui campait aux alentours. Attaqués et poursuivis avec impétuosité par les sometents, les avant-postes se replièrent précipitamment sur le gros de leurs forces qui, alerté et apercevant de toutes parts les patriotes catalans venir à eux, forma un gigantesque carré.
Les soldats impériaux furent alarmés par le roulement d’un tambour (on ne connaît pas le nom de ce tambour originaire de l'Empordà, membre des Guardias Españolas, qui s’était enfui de Barcelone, accompagnait les sometents de Sant Pere, et disparut après ces évènements). Ils crurent à l'arrivée de forces régulières espagnoles qui venaient soutenir les sometents dans leur action. Les minutes passant, le feu étant de plus en plus nourri et précis, les Français prirent la décision de se replier ; au début, le mouvement fut effectué avec ordre et sans précipitation. Mais les nouvelles et bruits du combat arrivant aux différents hameaux et villages des alentours, entrainèrent nombre d’hommes à rejoindre les rangs grossissants des patriotes.

#### Retraite des Français
Maintenant, les impériaux étaient soumis au feu des Espagnols sur leur arrière-garde et sur leurs flancs ; ils devaient s’arrêter constamment pour mettre en batterie les deux pièces d’artillerie dont ils disposaient afin de repousser les attaquants ; nonobstant, ils réussirent à parvenir jusqu’à Esparraguera en bon ordre, pour s’apercevoir que la rue principale du village était bloquée par une barricade faite de meubles, de charrettes, poutres et toutes sortes d’objets, et que les habitants, postés aux fenêtres, sur les toits et dans les recoins, s’apprêtaient à les recevoir. La tête de colonne subit de lourdes pertes, ce qui contraignit le général Schwarz à éviter de traverser le village, divisant ses forces en deux groupes qui passèrent de part et d’autre pour se rejoindre sur la route au-delà de l’obstacle. La marche continua dans le plus grand désordre, qui fut encore accru par le franchissement de la rivière d’Abrera, non loin de Pallejà, sur un pont de bois qui avait été incendié en plusieurs points par les sometents : plusieurs soldats et une pièce d’artillerie furent ainsi précipités au fond du lit du cours d’eau.
Les Espagnols continuèrent à harceler jusqu’aux portes de Martorell les Français en retraite ; ces derniers continuèrent leur mouvement rétrograde jusqu’à Sant Feliu de Llobregat, situé à quelques lieues de Barcelone, où ils arrivèrent dans la nuit du 7 juin 1808 pour ne pas présenter en plein jour l’image de troupes abattues et fatiguées portant le masque de la défaite. La gloire d’avoir infligé la première humiliation aux aigles impériales revient donc aux sometents : quelque 400 paysans mal armés réussirent à stopper et à faire fuir une division composée de soldats aguerris, forte de plus de 4 000 hommes des trois armes, jusqu'à Barcelone où elle s’enferma honteusement. Les miliciens occasionnèrent aux Français la perte de plus de 320 hommes, 60 chevaux et une pièce d’artillerie.

### Légende
C’est ici qu’est née l’histoire du petit tambour. Cette histoire raconte l’épisode du jeune berger qui mit en fuite les troupes napoléoniennes avec l’aide de l’écho de la montagne de Montserrat. Isidre, l’enfant de l’histoire, ne pouvait pas combattre à son âge, mais voulait aider son village contre l’envahisseur, il prend alors son tambour et se met à jouer. L’écho de la montagne donna l’impression de mille tambours, et l’armée française se retira. À ce lieu, il y a aujourd’hui un monument portant une inscription : « Viajero, para aquí, que el francés también paró, el que por todo pasó no pudo pasar de aquí. » (Voyageur, arrête-toi ici, car le Français s’arrêta aussi, celui qui partout passa ne passa pas d'ici.)

### Ordres de bataille

#### Armée française
- Colonne de Schwarz – général de brigade François Xavier de Schwarz, commandant en chef
  - 1er régiment de ligne napolitain (2 bataillons - 1 940 hommes)
  - 2e régiment de ligne suisse (3e bataillon - 580 hommes)
  - 2e régiment de ligne (3e bataillon - 610 hommes)
  - 1er régiment de chasseurs à cheval napolitains (2 escadrons - 160 hommes)
  - 3e régiment provisoire de cuirassiers (1 escadron - 100 hommes)
  - 11e compagnie d’artillerie italienne (1 section - 2 canons)

#### Armée espagnole
- 1re vague
  - sometents d’Igualada (milice) (environ 100 hommes)
  - Paysans armés (environ 100 hommes) - Don Antonio Franch sous la bannière du Santo Cristo
- 2e vague
  - Sometent de Sant Pere (milice, environ 100 hommes) - capitaine José Viñas
  - Habitants de Sallent (environ 60 hommes) - vicaire Ramón Mas
- Ralliement sur la casa de Masana
  - Patriotes des villages avoisinants (environ 50 hommes)
- Embuscade à Esparraguera
  - Patriotes (environ 50 hommes)

## Engagement du 14 juin

### Prélude de la bataille
Le prestige des Français avait souffert de la déroute subie par la colonne du général Schwarz au pied du sanctuaire de la Vierge de Montserrat ; le général Duhesme fit appel au général Chabran et à sa division, stationnée à Tarragone ; le 9 juin 1808, cette dernière prit le chemin de la capitale de la province. À la nouvelle des évènements d’El Bruc, le Penedès se souleva : les sometents engagèrent la résistance à Vendrell et Arboç (à mi-chemin entre Tarragone et Barcelone), avec l’aide de 300 soldats du régiment suisse de Wimpffen initialement en garnison à Tarragone (cette dernière unité ne fut pas intégrée à la division Chabran et resta loyale à la couronne). Ce soulèvement servit d’excuse aux Français pour commettre les pires excès lors de leur marche dans cette région jusqu'à Vallirana, où les attendaient d’autres unités françaises en provenance de Barcelone, puis ils rejoignirent la colonne du général Schwarz le 12 juin 1808 à Sant Feliu de Llobregat. Sans perdre de temps, le général Duhesme donna l’ordre aux deux divisions de prendre le chemin de Manresa dès le lendemain pour châtier les révoltés et écraser le berceau du soulèvement qui tendait à se répandre jusqu’aux confins de la Catalogne au son du glas et du mot d’ordre « ¡guerra a Napoleó! ». Ainsi, de nouveau, plus de 7 000 Français prenaient le chemin de Martorell, sous le commandement du général Chabran.
À cette nouvelle, des milliers de montagnards se précipitèrent des alentours vers El Bruc dans un enthousiasme indescriptible, ainsi que quelques soldats échappés de Barcelone et quatre compagnies de volontaires envoyés par la Junte de Lérida, formées de paysans et des soldats du régiment d’Extremadura et des Guardias Valonas sous les ordres du capitaine Don Joan Baget (la Junte de Lérida avait pour ambition de fédérer l’ensemble des patriotes et d’organiser la résistance dans toute la province). Ces troupes se réunirent le 13 juin 1808 dans les parages de Martorell et avancèrent rapidement le 14 juin 1808 en direction de Esparraguera qu’ils trouvèrent désertée, arrivant à une heure de l’après-midi face aux hauteurs d'El Bruc.

### L'engagement
Là, ils aperçurent enfin les français ; ils déployèrent les guérilleros sur le front et les flancs de leur position et entamèrent une avance prudente, les tirailleurs catalans en tête, soutenus à peu de distance par le gros de la troupe et par le feu à mitraille des cinq canons (dont celui pris à l’ennemi le 6 juin 1808) cachés dans les broussailles selon les directives du capitaine Don Joan Baget. Ce tir des canons fit perdre beaucoup d’hommes aux Français. Le général Chabran fit alors former une colonne d’attaque et lui donna pour instruction de se diriger vers le point qui semblait constituer le nœud de la position des Espagnols.
Ces derniers, profitant du couvert prodigué par les arbres et les difficultés du terrain, tiraillaient sur les impériaux. Le général français, ayant subi de lourdes pertes lors de l’engagement initial et sa tentative d’attaque, ne crût pas prudent de tenter de nouveau de passer en force jusqu’à Manresa : il donna l’ordre de la retraite. Les Espagnols poursuivirent les Français, ces derniers se retirant à Barcelone où ils arrivèrent dans la nuit du 15 juin 1808 après avoir perdu plus de 500 morts et blessés.

### Ordre de bataille

#### Armée française
- 1re division – général de division Joseph Chabran, commandant en chef
  - Brigade : général de brigade Goulas
    - 7e régiment de ligne (2 bataillons - 1 785 hommes)
    - 16e régiment de ligne (3e bataillon - 789 hommes)

  - Brigade : général de brigade Nicolas
    - 2e régiment de ligne (3e bataillon - 610 hommes)
    - 37e régiment de ligne (3e bataillon - 789 hommes)
    - 56e régiment de ligne (4e bataillon - 833 hommes)
    - 93e régiment de ligne (3e bataillon - 792 hommes)

#### Armée espagnole
- Don Joan Baget, commandant en chef
  - 4 compagnies de volontaires (effectif inconnu, mélange de paysans et de soldats du régiment d’Estrémadure)
  - Guardias Valonas (effectif inconnu)
  - Régiment suisse de Wimpffen (300 hommes issu du camp français)
  - Sometents d’Igualada (milice, moins de 100 hommes)
  - Paysans armés (moins de 100 hommes) - Don Antonio Franch sous la bannière du Sant Crist
  - Sometents de Sant Pere (milice, moins de 100 hommes) - capitaine José Viñas
  - Habitants de Sallen (moins de 60 hommes) - vicaire Ramón Mas
  - Patriotes des villages avoisinants (moins de 50 hommes)
  - Patriotes (moins de 50 hommes)
  - 5 canons

## Témoignage
Docteur José Muñoz Maldonado - Historia politica y militar de la guerra de la independencia de España contra Napoleon Bonaparte desde 1808 a 1814
Duhesme, avec l’armée nommé des Pyrénées Orientales, occupait la Catalogne, et fut le premier qui arrêta les hostilités contre les Espagnols.
L’insurrection de Valence s’était propagée à la Catalogne. À Tarragone et à Manresa se manifestèrent des signes de soulèvement général ; et Duhesme fit sortir de Barcelone deux colonnes pour contenir les premiers mouvements de la Principauté : l’une commandée par le général Schwarz, de 3 500 hommes, se dirigea vers Mantorell à Igualada et Manresa, qui avait pour ordre de détruire, parce qu’elle avait refusé d’envoyer une quantité de poudre que lui avait demandée Duhesme, proclamé Ferdinand VII et formé une Junte suprême de gouvernement ; mais une multitude de paysans, mal armés, qui venaient de quitter leurs travaux et foyers, arrivent à leur rencontre vers les hauteurs du Bruch, au pied de la montagne Monserrat, et formant des batteries avec onze canons de bois fait avec des troncs d’arbres avec des cerceaux de bois, commencent à battre les Français, les obligeant avec cette ingénieuse ruse, à reculer vers la colonne de troupes aguerries, qu’ils poursuivent jusqu’à Molins de Rei, prenant un aigle, sept canons et autres matériels de guerre.
La colonne affectée à agir contre Tarragone avec 4 000 hommes, commandée par le général Chabran, arriva dans cette ville le 7 juin : mais connaissant la déroute dont avait souffert Schwarz la veille, abandonna la place se déployant vers Barcelone.
Dans sa retraite, elle trouva le village d’Arboç soulevé, dans lequel les hommes, les femmes et même les enfants avaient pris les armes pour leur empêcher le passage. Les sometents (alame en Catalogne ou corps de gens armés qui n’appartiennent pas à l’armée) appelaient les paysans de toutes parts ; et Chabran, après un obstiné combat, mit feu au village et dispersa les paysans. Une grande partie périt dans cet incendie, et le reste se réfugia dans les collines. Les Français perdirent 1 500 hommes dans cette action.